# André Danican Philidor
André Danican Philidor (zvaný Philidor starší, asi 1652, Versailles – 11. srpna 1730, Dreux, Francie) byl francouzský hobojista, člen velké rodiny hudebníků, kteří sloužili jako královští hudebníci několika francouzských králů. Je znám zejména pro svou kolekci francouzských hudebních rukopisů barokní doby.

## Život
André Danican se narodil ve Versailles okolo roku 1652, o jeho narození a mládí se nedochovaly bližší zprávy.
Podobně jako ostatní příslušníci rodiny Philidorů, měl předurčenou kariéru hudebníka. Věnoval se hře na hoboj a postupem času se věnoval sběru partitur a hudebních materiálů děl franouczských skladatelů, zejména z období baroka, čímž mnohé z nich uchránil zapomenutí.
Stal se kopistou (wikt:kopista) na dvoře krále Ludvíka XIV. a získal tituly Garde de la Bibliothèque de la Musique du Roi a Ordinaire de la Musique du Roi.
Komponoval drobná příležitostná díla, zejména po smrti J.-B. Lullyho v roce 1687. Snažil se získat uprázdněný post surintendanta královské hudby, který však nakonec získal Michel Richard Delalande.
Roku 1694 získal, spolu se svým společníkem Françoisem Fossardem, od Ludvíka XIV. patent k tisku a vydávání hudby, která byla určena pro královský dvůr ve Versailles.
André Danican měl 23 dětí s dvěma manželkami, z nichž nejvýznamnějšími byli Anne Danican a François-André Danican.